# Cheveux crépus

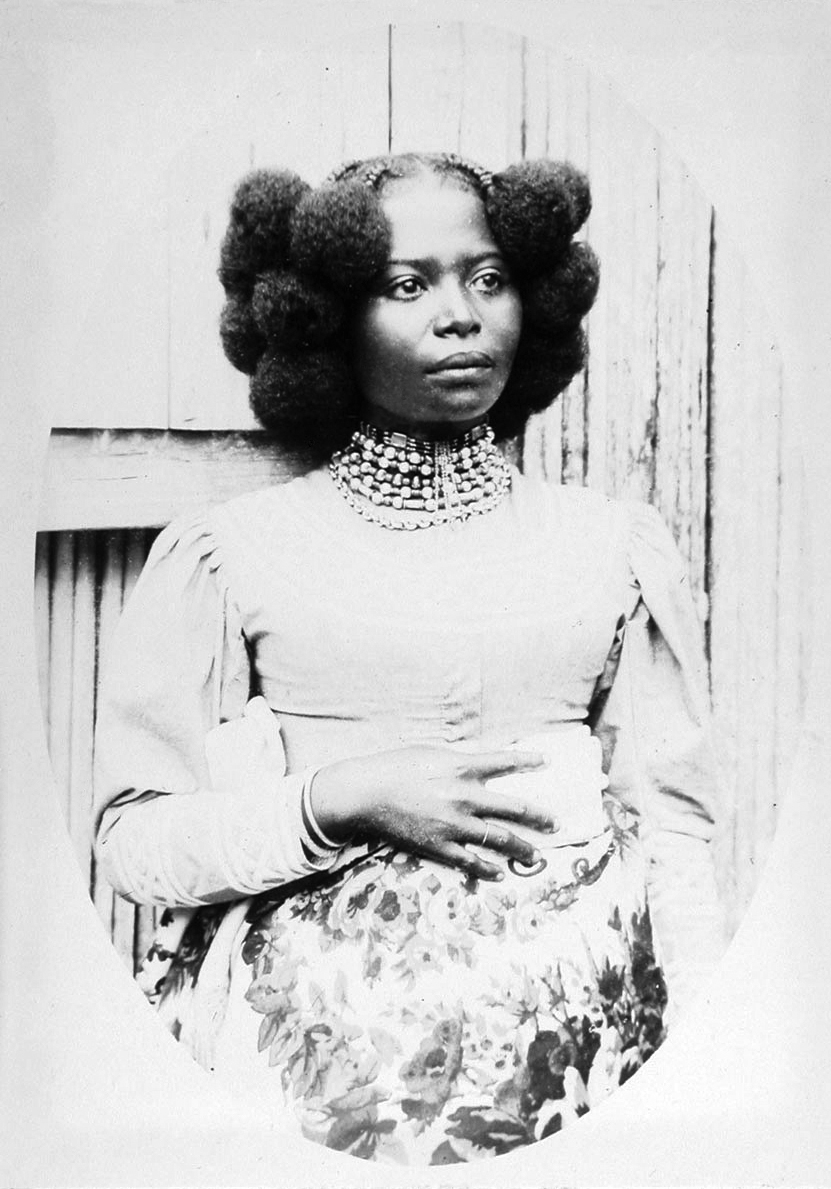
Femme de l'île de Nosy Be à Madagascar vers 1868.

Les cheveux crépus ont une texture souvent propre à certaines populations d'Afrique, de l’Australie et de l’Asie. Chaque brin de ce type de cheveux pousse de manière spiralée, formant des boucles. L'effet global est tel que, comparés aux cheveux lisses, ondulés ou bouclés, les cheveux crépus semblent plus denses.

## Courbure du cheveu frisé
Elle est probablement due à une asymétrie mécanique imposée au follicule pileux, au moment de l’embryogenèse. Cette asymétrie provient de la matrice, zone à la base de la racine du cheveu, où sont situées ses cellules de production. Celles-ci prolifèrent plus d’un côté que de l’autre, ce qui contraint la racine à gonfler plus de ce côté. Elle acquiert alors une structure en « S », qui se répercute ensuite sur la tige et engendre les boucles, ainsi que l’aplatissement variable du cheveu. Pour un cheveu raide au contraire, les cellules productrices du cheveu étant réparties symétriquement de part et d’autre de la racine, aucune contrainte ne vient en changer la forme et le cheveu pousse droit, avec une rondeur identique tout au long de la tige. Les cheveux bouclés, crépus ou frisés sont les types de cheveux les plus fragiles. Plus un cheveu est bouclé plus il a de chance de se casser s'il est exposé à un stress mécanique.

## La pousse du cheveu crépu
Un cheveu frisé peut pousser de 10 centimètres par an en moyenne, soit 5 centimètres de moins qu'un autre type de cheveux. Ces chiffres peuvent varier d’un individu à l’autre.
La pousse des cheveux est influencée par plusieurs éléments (le style de vie, le régime alimentaire d’un individu, la génétique, et la méthode de soin des cheveux utilisés).

## Des cheveux secs par nature
Les cheveux doivent leur hydratation au sébum sécrété par les glandes sébacées qui se trouvent à la base du poil. Concernant les cheveux crépus, le sébum produit est assez épais et peu abondant. En effet, il est adapté pour les populations vivant dans les pays tropicaux dans lesquels le climat est chaud et humide. De ce fait, lorsque le cheveu crépu se retrouve exposé à un environnement plus tempéré, le manque de sébum entraîne un assèchement du cheveu. 
La déshydratation du cuir chevelu peut également provoquer un état squameux[Quoi ?], allant des simples pellicules aux véritables affections cutanées qu’amplifient les défrisages ou les rajouts, la rareté ou la trop grande fréquence des shampooings, l’utilisation de produits inadaptés, contenant des huiles minérales, des silicones, et des parabènes nuit à la bonne santé du cheveu[réf. nécessaire]. Autant de particularités qu’il faut prendre en compte dans tout traitement contre la chute des cheveux crépus, quelle que soit son origine (casse du cheveu ou alopécie véritable). Autrement dit, parallèlement à la stimulation de la repousse des cheveux, il convient de rééquilibrer l’écosystème du cuir chevelu et des fonctions vitales du cheveu.
Accusée d’avoir négligé de coiffer une mannequin afro-américaine dans une publicité diffusée fin 2017 aux États-Unis, la marque américaine de prêt-à-porter J. Crew a dû présenter ses excuses. En France, la coiffure des cheveux crépus est pas ou mal enseignée dans les écoles de coiffure.

## Entretien du cheveu crépu
La principale faiblesse du cheveu crépu, c’est sa sécheresse. Ce cheveu sec réclame moins de lavage qu’un cheveu qui a tendance à graisser. Pour un cheveu crépu, un shampoing par semaine suffit. Au-delà, il peut avoir tendance à s’assécher davantage.

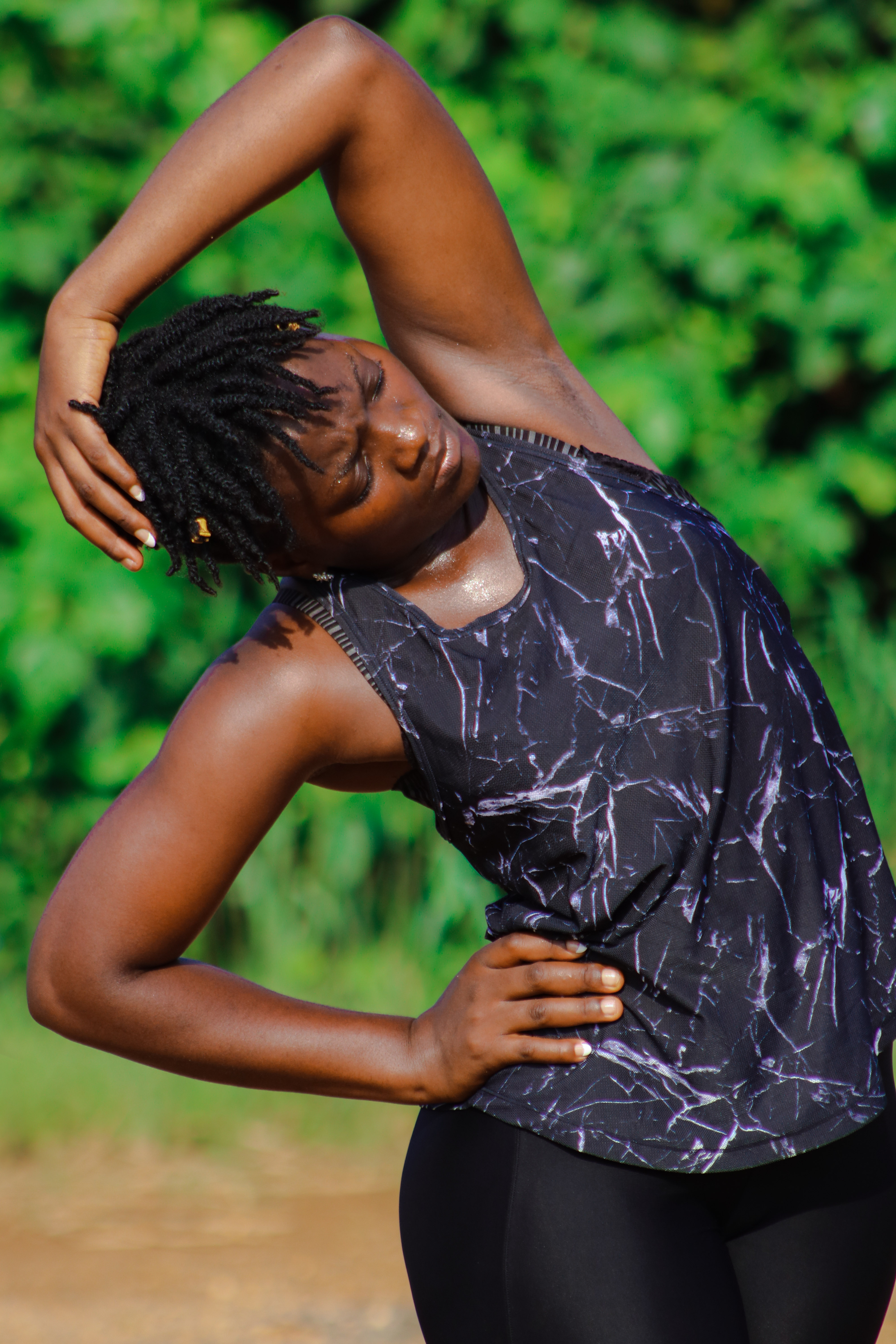
Femme aux cheveux crépus

Savoir bien entretenir ces cheveux crépus est primordial, car c'est un cheveu très fragile qui requiert beaucoup de soin. Depuis le mouvement Black live Matter, il y a un fort engouement pour les l'entretien des cheveux bouclés et crépus sur les médias sociaux, c’est devenu une forme de militantisme que d’accepter ces cheveux au naturel sans avoir besoin de procéder chimique pour changer leur texture pour lutter contre les préjugés. Plusieurs tutoriels sont disponibles sur YouTube par des influenceuses adoptant une Curly hair routine avec la méthode Wash and go. Un concept capillaire ayant vu le jour aux États-Unis par des coiffeuses spécialisées dans l'entretien du cheveu crépu. Ce concept constitue à utiliser des produits spécifiquement dédiés aux cheveux bouclés en plusieurs étapes, classifier selon le type de cheveux et sa porosité. La classification des cheveux crépus débute au type 3C à 4C. 
Tout d’abord, la première étape est le pre-poo, c’est un soin qu’on effectue avant le lavage, souvent constitué d’huile végétale pour apporter des nutriments aux cheveux pour qu’il ne soit pas trop dévitalisé par l’étape du shampoing. Ensuite, l’étape cruciale est celle du nettoyage, il faut utilisant un shampoing ou un no-poo sans sulfate pour nettoyer sans assécher les cheveux. Par la suite, pour faciliter le démêlage et commencer à définir les boucles, il faut utiliser un après-shampoing hydratant ou protéiné accompagné d’une brosse démêlante flexible à grosse dent. Puis, toujours sur cheveux humides, appliquer un conditionner sans rinçage et une crème ou un beurre pour la définition des boucles ou la production de tresse diverse. En addition à cela, l’utilisation de gel de définition de boucle ou d’une mousse est souvent nécessaire pour conserver une belle définition. Pour finir, toujours sceller le tout avec une huile hydratante pour conserver l’hydratation tout au long de la semaine et les protéger des agressions extérieures. Pour sécher ces cheveux, toujours utiliser un séchoir avec un diffuseur pour limiter les frisotis. 
Parallèlement à cela, pour en apprendre plus sur l’histoire et les enjeux des cheveux crépus, plusieurs films américains abordent ces enjeux dont la minisérie Netflix Self made inspirée de la vie de madame C.J. Walker et le film Nappily Ever After.

## Discrimination ou valorisation
Les cheveux crépus, associés aux populations noires africaines ou afro-américaines, ont souvent été invoqués dans les pratiques de discrimination raciale. En Afrique du Sud au temps de l'Apartheid, les services chargés de faire appliquer la ségrégation raciale utilisaient couramment le « test du crayon » : on plante un crayon (ou un peigne) dans les cheveux de la personne ; s'il tombait, elle était supposée blanche, et s'il ne tombait pas, elle était supposée noire ou métisse. 
Inversement, la culture de la négritude ou du « black is beautiful » y voit un signe revendiqué de l'identité négro-africaine.
Dans les métropoles africaines, comme à Ouagadougou (Burkina Faso), le lissage, le défrisage et les fausses mèches cèdent du terrain au mouvement nappy.